# Teodoric el Gran

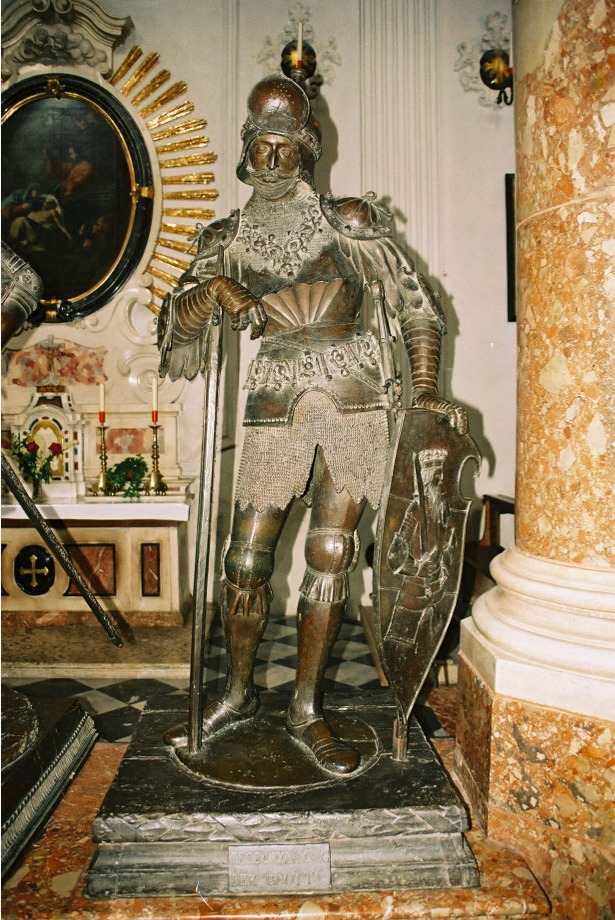
Estàtua de bronze de Teodoric el Gran (per Peter Vischer el Vell, 1512–13), del monument de l'emperador Maximilià I a l'església de la cort d'Innsbruck

Teodoric el Gran (gòtic: 𐌸𐌹𐌿𐌳𐌰𐍂𐌴𐌹𐌺𐍃 𐍃𐌰 𐌼𐌹𐌺𐌹𐌻𐌰)  (Carnunt, 12 de maig de 454 (Gregorià) - Ravenna, 30 d'agost de 526 (Gregorià)) conegut com a el Gran, fou rei dels ostrogots, fill de Teodomir i de la seva concubina Ereleuva. Va néixer a prop de Viena del Delfinat el 454, dos anys després de la mort d'Àtila rei dels huns, a la mort del qual el seu pare i els germans d'aquest, Balamir i Bidimir, al front de la dinastia dels amals, havien assegurat la independència dels ostrogots.

## Biografia
Als 8 anys (463) fou enviat com a ostatge a l'emperador Lleó I el Traci que havia contractat els ostrogots pel seu servei a canvi d'un subsidi. Teodoric fou educat a la cort a Constantinoble i va llançar campanyes contra potencials rivals gòtics i altres enemics de l'Imperi d'Orient fins que fou retornat al seu pare Teodomir el 473 als 18 anys, quan havia esdevingut l'únic rei ostrogot, ja que Balamir havia mort en batalla i Bidimir havia format la seva pròpia horda de bàrbars amb la qual havia marxat a Itàlia i la Gàl·lia.
Poc després de la seva tornada, Thiudimir i el seu fill Teodoric van abandonar Pannònia, després d'una guerra pel seu control contra hèruls, gèpides i estirs, van creuar els Balcans pel Danubi i va derrotar i matar en una batalla un rei dels sàrmates. Després va acompanyar el seu pare quan els ostrogots van abandonar els seus territoris a la cerca d'uns de més fèrtils a Macedònia a costa dels romans d'Orient. Després del 474, quan Zenó era emperador, es va signar un tractat de pau que concedia als ostrogots part de Pannònia i Dàcia i Teodoric nomenat comandant de les forces romanes orientals, mentre que el seu poble es va convertir en federat de l'exèrcit romà amb la condició de defensar la frontera del Danubi. El 475 va morir Teodemir i Teodoric fou proclamat rei.

## Rei dels ostrogots
Durant un temps Teodoric fou aliat de Zenó i el va ajudar a recuperar el tron quan en fou expulsat el 476. Va establir el seu poble a l'Epir l'any 479 amb l'ajuda del seu parent Sidimund, i al servei de Zenó va fer la guerra amb un altre príncep got, Teodoric Estrabó, fill de Triari, però l'emperador no el va poder proveir de subministraments i reforços com li havia promès i Teodoric va haver de fer la pau amb el seu homònim. Aquest comportament de Zenó va decebre Teodoric, que va trencar amb l'Imperi i va iniciar els saquejos de Macedònia i Tessàlia el 482. El 483 Zenó va provar de recuperar la seva amistat i li va donar els títols de patrici i praefectus militiae, així com quantitats de diners, i el va adoptar com a fill erigint una estàtua de Teodoric al front del palau imperial; i el 484 el va fer cònsol, comandant les províncies danubianes de Dàcia Ripensis i Moesia Inferior, així com les regions adjacents.
L'any 486, amb les hostilitats obertes entre Teodoric i Zenó, l'emperador va buscar l'ajuda dels búlgars, que també van ser derrotats per Teodoric. L'any 487, Teodoric, pressionat pels seus homes, va trencar altre cop aquest any i va atacar Constantinoble, bloquejant la ciutat, ocupant suburbis estratègicament importants i tallant-li el subministrament d'aigua; tot i que sembla que Teodoric mai va tenir la intenció d'ocupar la ciutat sinó d'utilitzar l'assalt com a mitjà per guanyar poder i prestigi de l'Imperi d'Orient. Per treure-se'l de sobre, Zenó li va conferir el dret d'envair Itàlia i expulsar Odoacre del poder. Teodoric va acceptar, tot i que les condicions en les quals posseiria Itàlia no eren clares a l'acord (els grecs diuen que va prometre conquerir Itàlia per a l'Imperi i els ostrogots al·legaven que Itàlia els havia estat cedida expressament).

## Conquesta d'Itàlia
El 488 els ostrogots, molt probablement instigats per l'emperador Zenó, van anar cap a Itàlia i molts bàrbars se li van unir; tots anaven amb les seves dones i fills i tota la seva propietat; fou com una emigració d'una nació sencera; pel camí van lluitar amb huns, gèpides, als que derrotà en la batalla de Sírmium en 489, i els sàrmates i finalment van entrar a Itàlia l'estiu del 489. Odoacre li va presentar batalla a la riba del Sontius (Isonzo) no lluny d'Aquileia (28 d'agost del 489) i fou derrotat deixant el camí obert a Teodoric. Odoacre es va reorganitzar a Verona on es va lliurar una segona batalla el 27 de setembre i altre cop Teodoric va guanyar. Odoacre va haver d'abandonar el nord d'Itàlia al seu rival i es va tancar a Ravenna. El 490 Odoacre va sortir de Ravenna i va obtenir alguns èxits a la zona de Pavia, però finalment Teodoric va derrotar-lo en una tercera i decisiva batalla del riu Adda l'agost del 490. Odoacre es va refugiar altre cop a Ravenna on va aguantar un setge de tres anys, mentre els generals de Teodoric anaven dominant Itàlia.
En 491 Teodoric va aconseguir el control de tota Sicília després de rebutjar una invasió del Regne Vàndal de Gundamund i apoderar-se del seu lloc avançat Lilybaeum que quedava a l'extrem occidental de l'illa. Finalment el 493 Odoacre va acceptar l'entrada dels ostrogots a Ravenna amb la condició d'un govern conjunt entre ell i Teodoric; el tractat fou confirmat sota jurament però el 5 de març del 493 Odoacre i els seus seguidors foren assassinats enmig d'un banquet per orde de Teodoric, que va quedar com senyor d'Itàlia.

## Rei ostrogot d'Itàlia

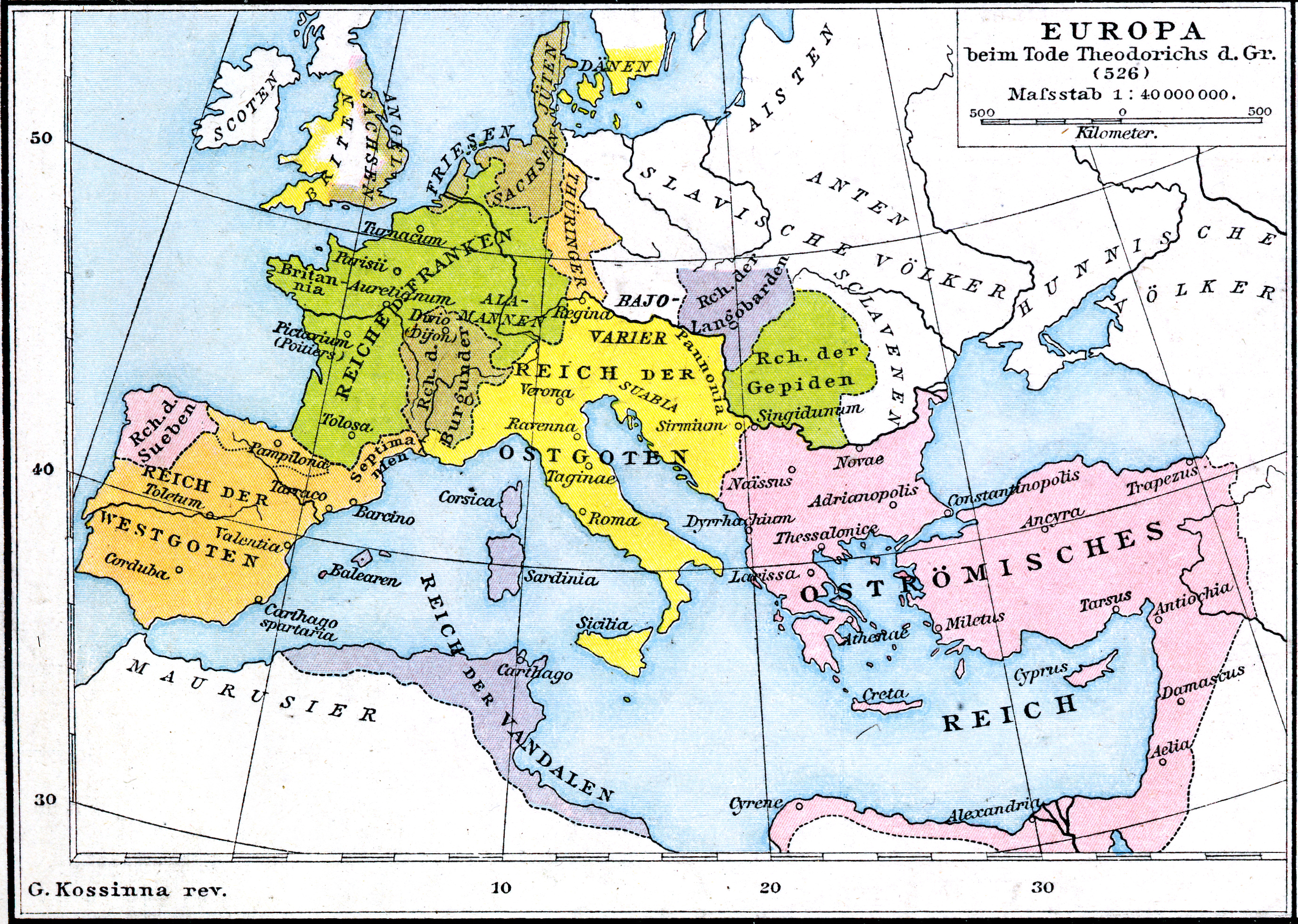
El regne ostrogot (en groc) a la mort de Teodoric el Gran (526 dC)

El 493 Teodoric es va casar amb Audofleda, germana de Clodoveu I, el rei dels francs salis. Amb Odoacre mort i les seves forces disperses, Teodoric s'enfrontava ara al problema de l'assentament del seu poble, i preocupat per reduir massa la dinastia dels Amals, va establir els 40.000 ostrogits en tres zones concentrades: al voltant de Pavia, Ravenna i el Picè. Les terres del nou Regne Ostrogot d'Itàlia foren distribuïdes en un terç pels conqueridors i els dos terços pels italoromans. Pere Marcel·lí Fèlix Liberi com a Prefecte del pretori, va emprendre l'assentament i l'allotjament dels guerrers germànics en nom dels gots, completant la tasca en molt poc temps i va ser àmpliament elogiat per les seves accions sobretot pels terratinents romans. Probablement els guerrers de Teoderic simplement van ocupar el lloc ocupat anteriorment pels homes d'Odoacre, que al seu torn havien heretat de l'exèrcit romà occidental l'any 476, de manera que no hi va haver cap canvi significatiu.
L'any 500, per consolidar la seva autoritat sobre els vàndals, Teodoric va establir una aliança matrimonial amb el rei vàndal Trasamund, que va esdevenir el segon marit de la seva germana Amalafrida, que va arribar a Cartago amb una important dot i acompanyada d'un seguici de 5000 soldats gots. Amb la mort de Thraustila, rei dels gèpides el 504, Teodoric envia el seu general Pitzia, que s'apodera de Sírmium i Pannònia. En 504 Teodoric va fer de mediador en les disputes entre el rei Alaric II dels visigots i el dels francs salis Clodoveu aconseguint reunir als dos reis en una illa del riu Loira propera a Amboise.
El 507, derrotats els visigots en la batalla de Vouillé, els francs i els seus aliats borgonyons van ocupar sense resistència els territoris cap al sud; els francs van entrar a Provença i Septimània i van assetjar a Gesaleic, pretendent al tron visigot, a Narbona; però Teodoric ho va aturar i va enviar al general Ibba o Ibbas, que es va apoderar de Provença, i després va avançar fins Arle, on va aixecar el setge franc.
El 510 Teodoric va tornar a enviar les seves forces contra borgonyons i francs, i va derrotar altre cop a Clodoveu prop d'Arle; el mateix any el general Ibba ocupà Barcelona i deposà a Gesalic que va fugir a territori dels vàndals, que el van expulsar. Teodoric va fer retirar després les seves forces del territori visigot; Arle fou declarada capital de la prefectura de les Gàl·lies dins el regne ostrogot, i nomena prefecte a Liberi, que va exercir el càrrec 18 anys. Dels visigots fou de fet el regent del seu net Amalaric fins a la seva mort. Gesaleic va retornar a Aquitània on va poder reunir un exèrcit i el 512 va entrar a la Tarraconense pels passos pirinencs orientals però va ser derrotat per Ibbas a 20 km de Barcelona, va fugir cap al nord, i després de travessar la Narbonense va intentar penetrar a Borgonya, però va ser capturat i mort en travessar el riu Durance, probablement per soldats ostrogots el 514.

## Obra de govern
La seva capital inicial fou Ravenna però més tard va traslladar la residència a Verona. Teodoric es va situar en la tradició d'homes com Ricimer, actuant com a líder dels seus guerrers gòtics d'una banda i com el cap de govern romà occidental per l'altra. Va fer aixecar o reformar nombrosos edificis; El desenvolupament posterior de Ravenna és especialment digne de menció. També a Roma es van dur a terme grans reformes als edificis antics. Pel que fa a l'administració, Teodoric va continuar sense problemes amb la pràctica romana tardana. Va tractar el Senat romà occidental amb honor, i nombrosos romans com el filòsof Boeci, que traduïa textos grecs al llatí, i Cassiodor van servir al rei en alts càrrecs administratius. També va continuar nomenant cònsols, que aviat van ser reconeguts per l'Imperi Romà d'Orient, va fer repartir nombroses donacions dineràries amb motiu dels seus aniversaris i organitzar jocs de circ; també es van erigir estàtues seves, i els romans fins i tot de vegades es referien a ell com a August. Un exemple de la pràctica legal de Teodoric és l'Edicte de Teodoric. La cultura de l'antiguitat tardana a Itàlia, que no havia experimentat cap col·lapse ni tan sols sota Odoacre, va continuar florint sota el domini dels gots. Quint Aureli Memmi Simmac va escriure una Historia Romana en set volums, ara perduda llevat d'un fragment.
En qüestions de religió, l'arià Teodoric era tolerant i es va esforçar per trobar un equilibri. En una carta als jueus deia: "No podem ordenar la religió, ja que a ningú no se li ocorrerà que cregui contra la seva voluntat". El 498 va decidir una disputada elecció papal entre Llorenç i Simmac a favor d'aquest últim, donant lloc a l'anomenat cisma Laurentià, i Símmac no va poder afirmar-se fins al 506. Durant el regnat de Teodoric no hi va haver persecucions religioses (per exemple, contra catòlics o jueus). Teodoric també va actuar amb prudència en el cisma acacià, que fins al 519 va alienar les esglésies romanes orientals i occidentals per la qüestió de com tractar amb els cristians monofisites, encara que l'alienació li convenia tant com a arrià com políticament. Al mateix temps, però, va promoure la confessió arriana sempre que era possible i va fer construir o ampliar esglésies arrianes. El magnífic Codex Argenteus, un preciós manuscrit de la traducció gòtica de la Bíblia, es va produir a Itàlia durant el seu regnat. El major conflicte amb els catòlics (Teodoric era arrià) va venir de l'execució de Boeci en 525 i Simmac en 526 acusats de traïció.

### Programa de construcció
Teodoric va promoure la reconstrucció de les ciutats romanes i la preservació dels monuments antics a Itàlia. La fama de les seves obres va arribar a la llunyana Síria. El programa de construcció de Teodoric va veure una nova construcció i restauració més extensa que la de qualsevol dels emperadors romans d'Occident després de Flavi Honori (395–423).

#### Ravenna

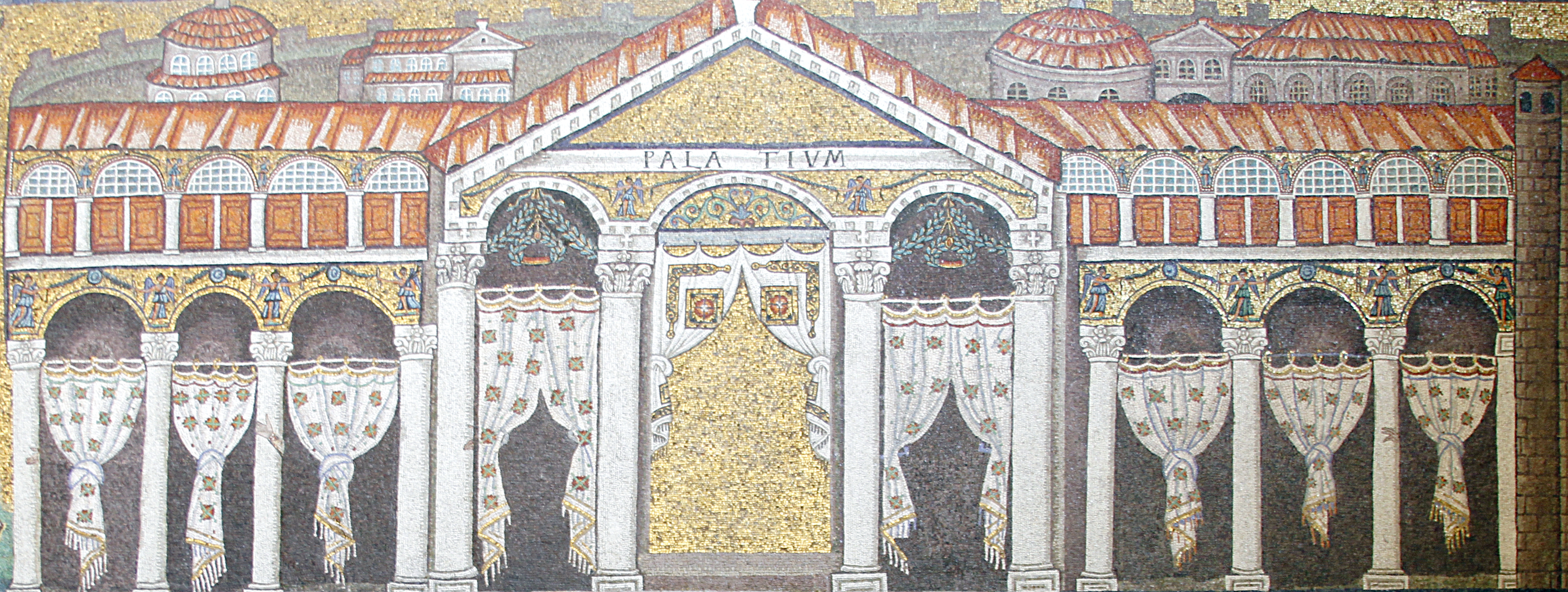
Representació en mosaic de la façana del palau de Teodoric a la part superior del mur sud de la nau de San Apol·linare Nuovo a Ravenna. Teodoric i la seva cort van ser eliminats de la imatge pels romans orientals.

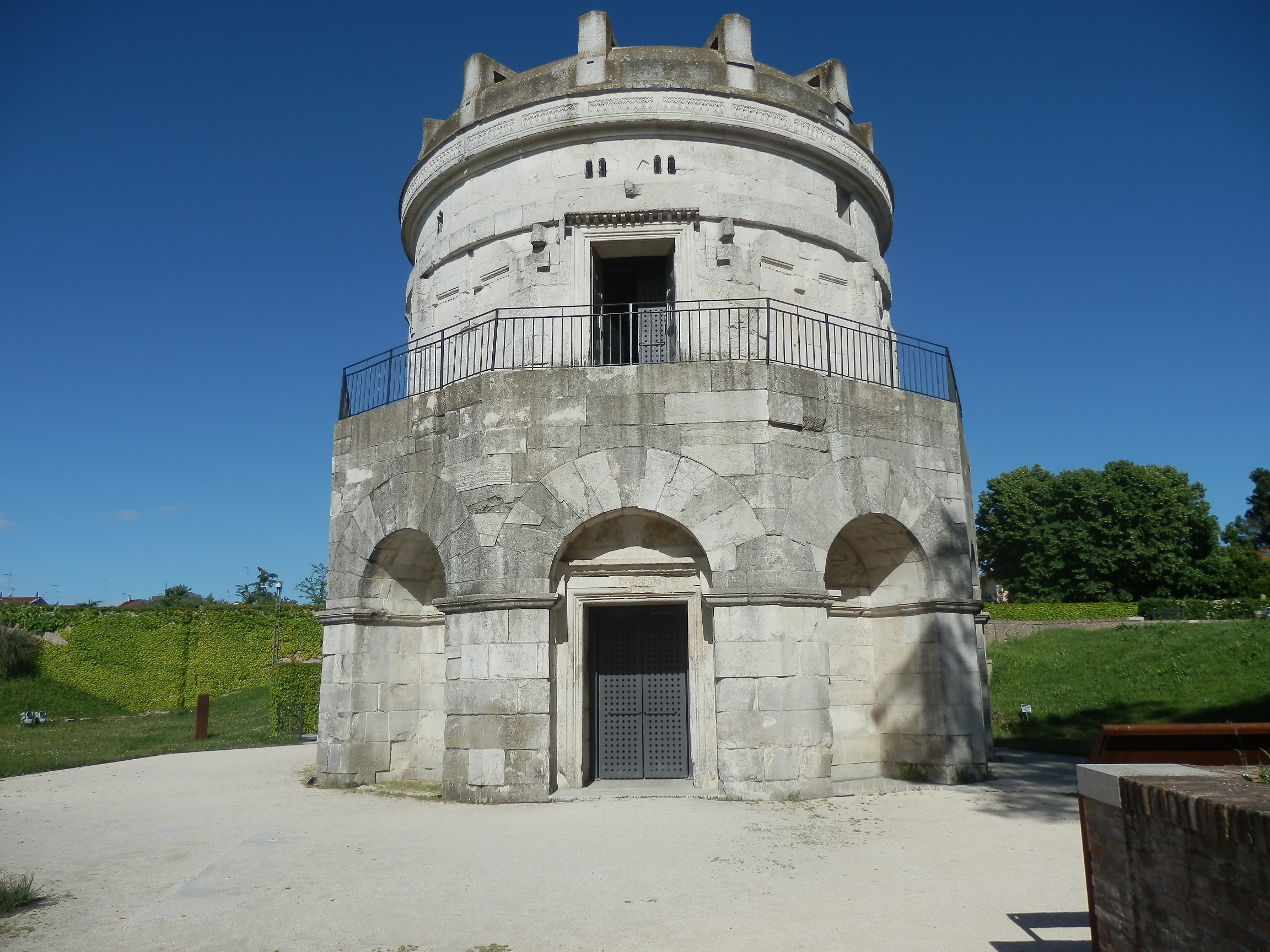
El Mausoleu de Teodoric a Ravenna

Teodoric va dedicar la major part de la seva atenció arquitectònica a la seva capital, Ravenna. Va restaurar el subministrament d'aigua de Ravenna reparant un aqüeducte construït originalment per Trajà.
Segons les cròniques de Cassiodor, diverses ciutats van ser renovades per les empreses de construcció de Teodoric, algunes de les quals fins i tot van superar les meravelles antigues. L'historiador Jonathan J. Arnold bromeja:
| « | Ciutats del nord com Ravenna, Verona, Pavia, Milà, Parma, Como, Aquileia i d'altres van rebre muralles, palaus, aqüeductes, esglésies, termes i una sèrie d'altres impressionants i gloriosos edificis nous o millorats, tots reiterant als seus respectius habitants la seva pròpia importància dins d'un Imperi Romà recentment revifat i revigoritzat i connectant aquestes idees amb la intervenció d'un «príncep» atent i devot, Teodoric. | » |

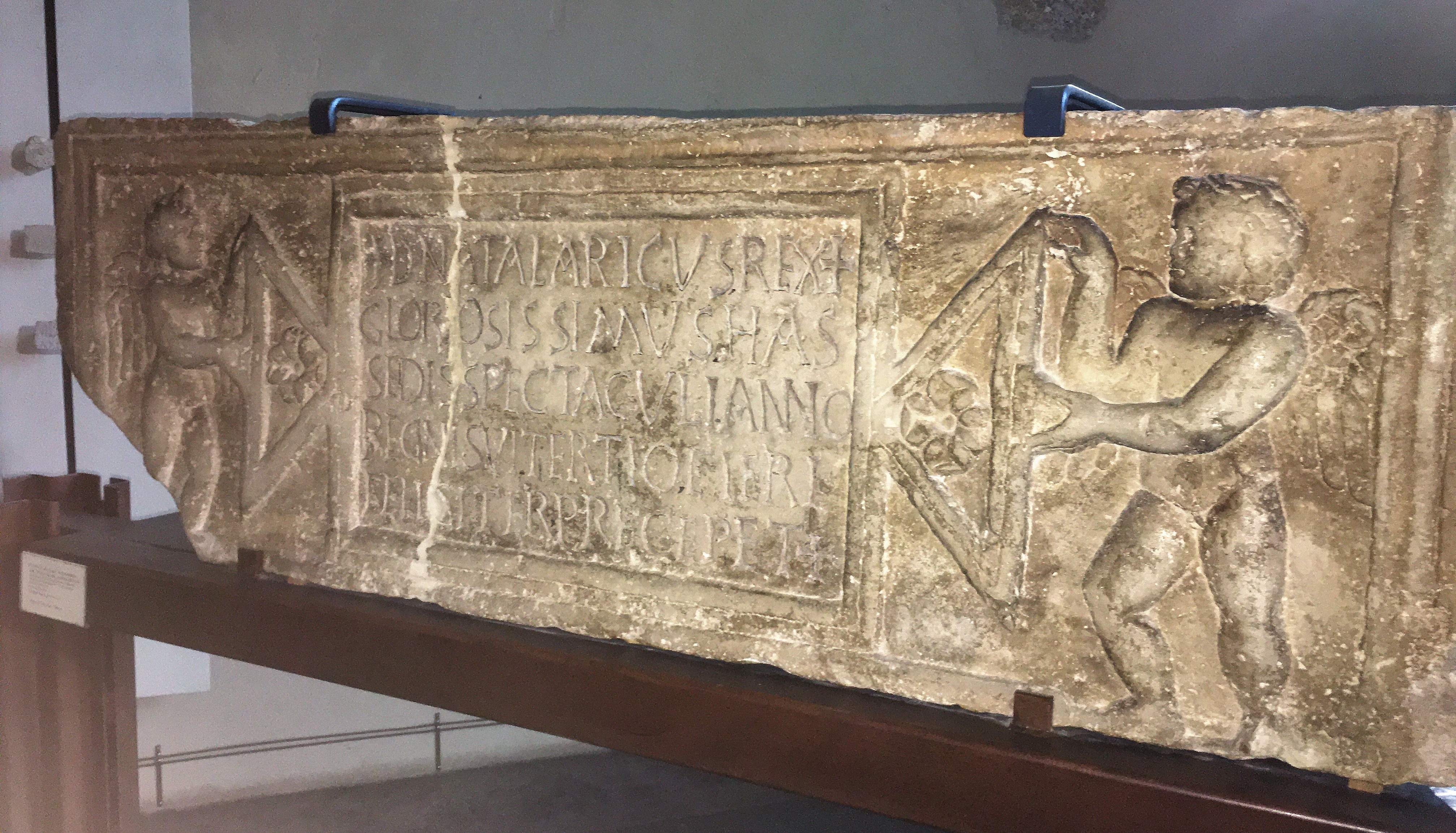
Epígraf situat originàriament a l'amfiteatre construït a Pavia per Teodoric en el qual s'esmenten les restauracions realitzades entre 528 i 529 per Atalaric, Museus Cívics de Pavia.

Va construir una «Gran Basílica d'Hèrcules» al costat d'una estàtua colossal del mateix heroi. Per promoure l'arrianisme, el rei va encarregar una petita catedral arriana, la Santa Anastasis, que conté el baptisteri Arrià. Tres esglésies més construïdes per Teodoric a Ravenna i els seus suburbis, S. Andrea dei Goti, S. Giorgio i S. Eusebio, van ser destruïdes als segles XIII, XIV i XV. Teodoric va construir el Palau de Teodoric per a ell mateix a Ravenna, inspirat en el Gran Palau de Constantinoble. Va ser una expansió d'una estructura romana anterior. L'església del palau del Crist Redemptor sobreviu i avui es coneix com la Basílica de Sant Apol·linar el Nou. Era l'església de culte personal de Teodoric i es va modelar específicament segons els seus gustos. Es va aixecar una estàtua eqüestre de Teodoric a la plaça davant del palau. Estàtues com aquestes eren símbols del món antic, i la semblança eqüestre de Teodoric tenia la intenció de transmetre el seu estatus com a governant indiscutible de l'Imperi occidental.
Teodoric el Gran va ser enterrat a Ravenna, però els seus ossos van ser escampats i el seu mausoleu es va convertir en una església després que Belisari conquerís la ciutat l'any 540. El Mausoleu de Teodoric és un dels millors monuments de Ravenna. A diferència de tots els altres edificis contemporanis de Ravenna, que eren de maó, el Mausoleu de Teodoric es va construir completament amb carreus de pedra de gran qualitat. Possiblement com a referència a la tradició dels gots d'origen a Escandinàvia, l'arquitecte va decorar el fris amb un dibuix que es trobava en adorns metàl·lics escandinaus dels segles V i VI.

#### Roma
El Palau de Domicià al Palatí va ser reconstruït, utilitzant els rebuts d'un impost especialment gravat; mentre es reconstruïen les muralles de la ciutat de Roma, una gesta celebrada pel Senat Romà amb una estàtua daurada de Teodoric. La Cúria del Senat, el Teatre de Pompeu, els aqüeductes de la ciutat, les clavegueres i un graner van ser reformats i reparats i es van instal·lar estàtues a l'Amfiteatre Flavi.

### Religió
Teodoric tractava els funcionaris i funcionaris romanoitalians, cristians del Credo de Nicea i als germànics, cristians seguidors de l'arianisme, com a iguals, però per separat. Aquesta política es va veure facilitada pel cisma acacià entre el cristianisme occidental i oriental, ja que ni els guerrers arrians ni els civils catòlics d'Itàlia estaven en comunió amb l'emperador ortodox.
L'any 522 el filòsof Boeci va esdevenir el seu magister officiorum (cap de tots els serveis governamentals i judicials). Boeci va ser un aristòcrata romà i humanista cristià, que també va ser filòsof, poeta, teòleg, matemàtic, astrònom, traductor i comentarista d'Aristòtil i altres lluminàries gregues. És difícil sobreestimar aquest servent i eventual víctima de Teodoric per la seva influència en la filosofia, particularment la filosofia cristiana, durant l'edat mitjana. Els tractats i els comentaris de Boeci es van convertir en llibres de text per als estudiants medievals, i els grans filòsofs grecs eren desconeguts excepte per les seves traduccions al llatí. L'execució de Boeci no va fer res per dissipar les tensions entre arrians i catòlics, sinó que només va plantejar preguntes addicionals sobre la legitimitat Imperial bàrbara.

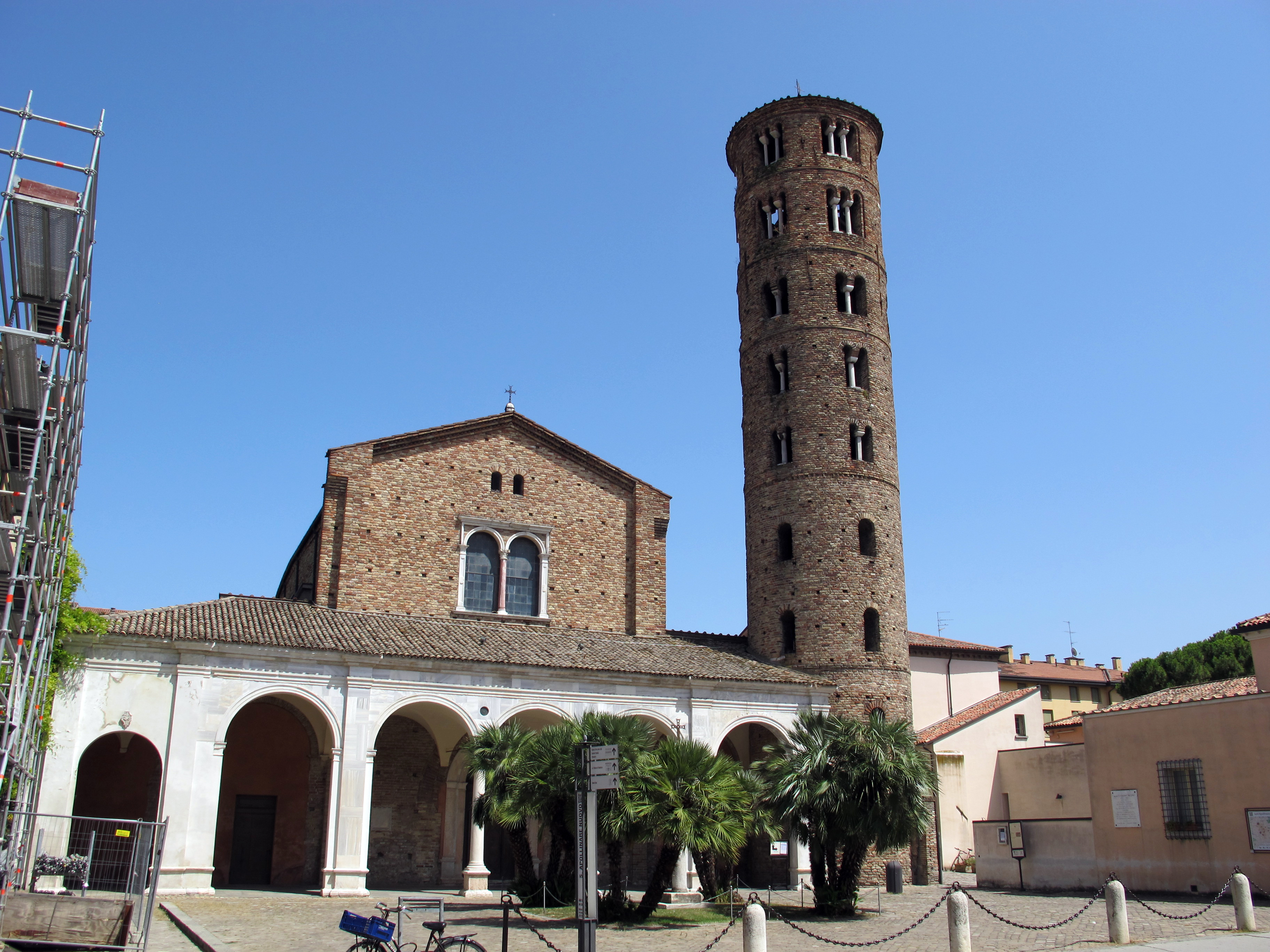
La Basílica de Sant Apol·linar el Nou, l'església del Palau de Teodoric a Ravenna

Teodoric era de fe arriana (no trinitària), i en els seus darrers anys ja no era el patró arrià desvinculat de la tolerància religiosa que havia semblat abans en el seu regnat. «De fet, la seva mort va escurçar el que podria haver-se convertit en una gran persecució de les esglésies catòliques en represàlia per les mesures preses per Justinià a Constantinoble contra els arrians allà». Malgrat el cesaropapisme bizantí, que combinava l'autoritat Imperial i eclesiàstica en la mateixa persona —per la qual les creences arrianes de Teodoric eren tolerades sota dos emperadors separats—, el fet continuava sent que per a la majoria del clergat de l'Imperi d'Orient, Teodoric era un heretge. Al final del seu regnat van sorgir disputes amb els seus súbdits romans i l'emperador romà d'Orient Justí I el Vell pel tema de l'arrianisme. Aquestes baralles van portar finalment al martiri de Boeci i el papa Joan I per fam el 524 i el 526, respectivament. Les relacions entre els dos regnes es van deteriorar, encara que les habilitats militars de Teodoric van dissuadir els romans d'Orient de fer la guerra contra ell. Després de la seva mort, aquesta reticència es va esvair ràpidament.

## Mort i successió
Teodoric va governar Itàlia durant 33 anys fins a la seva mort el 30 d'agost del 526. No va deixar cap fill mascle i va repartir els seus dominis entre el seu net Amalaric, rei dels visigots, i el seu nebot Atalaric, fill de la seva germana Amalasunta i d'un noble ostrogot de nom, Gutaric (casats el 515), fixant el Roine com a frontera entre ambdós.
Dues de les seves filles es van casar amb reis: Tiudigota amb Alaric II dels visigots (vers 500), i Ostrogoto Ariadna amb Segimon de Borgonya, fill de Gundebald i hereu dels burgundis i després rei (516); a la seva germana Amalafrida, vídua d'un noble got, la va donar en matrimoni (509) a Hermanfrid, darrer rei dels turingis el 516. La seva filla, Amalasunta, fou la mare del seu successor.

## Llegat
Buscant restaurar la glòria de l'Antiga Roma, Teodoric va governar Itàlia durant un dels seus períodes més pacífics i pròspers i, en conseqüència, va ser aclamat com un nou Trajà i Valentinià I pels seus esforços de construcció i la seva tolerància religiosa. Els seus objectius previsors incloïen agafar el millor de la cultura romana i combinar-ho amb l'energia gòtica i el poder físic com a camí cap al futur. Les relacions relativament amistoses entre gots i romans també fan notable el regne de Teodoric. El seu Edicte de Teodoric que compilava les lleis per resoldre els problemes entre germànics i romans va quedar abolit amb la conquesta d'Itàlia per Justinià I i l'establiment del seu Corpus Iuris Civilis. Els records del seu regnat el van convertir en un heroi de les llegendes alemanyes medievals, com Dietrich von Bern, on les dues figures han representat la mateixa persona.

L'historiador John Julius Norwich va escriure:
| « | Cap altre governant germànic, instal·lant el seu tron sobre les ruïnes de l'Imperi d'Occident, posseïa una fracció de la seva visió política i d'estatista; i quan va morir... Itàlia va perdre el més gran dels seus governants medievals, sense igual fins als temps de Carlemany. | » |

### Època medieval
Theodoric és una figura important de la llegenda heroica germànica com el personatge Dietrich von Bern (Old High German), conegut en nòrdic antic com Þjóðrekr o Þiðrekr, i en anglès antic com Þēodrīc. En les llegendes alemanyes, Dietrich es converteix en un exiliat del seu regne natal de Llombardia, lluitant amb l'ajuda d'Àtila contra el seu oncle usurpador, Hermenric. Només l'Alt alemany antic Hildebrandslied encara conté Odoacre com a antagonista de Dietrich. La saga nòrdica Þiðreks del segle XIII, basada en fonts baixes alemanyes perdudes, trasllada la ubicació de la vida de Dietrich a Westfàlia i al nord d'Alemanya. Les llegendes dibuixen una imatge generalment positiva de Dietrich, amb només alguna influència visible de les tradicions negatives de l'església.

## Personatge literari
Després de la seva mort van començar a circular llegendes per territori alemany on esdevé un autèntic heroi èpic, sota el nom de Dietrich von Bern. El públic tenia clara la identificació teòrica entre el personatge de Dietrich i el rei Teodoric però les seves gestes, cada cop més fabuloses, l'allunyaren de les cròniques.